# 2020年東京オリンピックの香港選手団
2020年東京オリンピックの香港選手団は、2021年7月23日から8月8日にかけて日本の首都東京で開催された2020年東京オリンピックの香港選手団である。

## メダル
| メダル | 選手名               | 競技         | 種目             | 日付    |
| ------ | -------------------- | ------------ | ---------------- | ------- |
| 金     | 張家朗               | フェンシング | 男子フルーレ個人 | 7月26日 |
| 銀     | 何詩蓓               | 競泳         | 女子200m自由形   | 7月28日 |
| 銀     | 何詩蓓               | 競泳         | 女子100m自由形   | 7月30日 |
| 銅     | 杜凱琹 李皓晴 蘇慧音 | 卓球         | 女子団体         | 8月5日  |
| 銅     | 劉慕裳               | 空手         | 女子形           | 8月5日  |
| 銅     | 李慧詩               | 自転車       | 女子スプリント   | 8月8日  |